# Ophisma nobilis
Ophisma nobilis är en fjärilsart som beskrevs av William Schaus 1911. Ophisma nobilis ingår i släktet Ophisma och familjen nattflyn. Inga underarter finns listade i Catalogue of Life.